# Østrup (Albæk Sogn)
 For alternative betydninger, se Østrup. (Se også artikler, som begynder med Østrup)
Østrup er en lille landsby øst for Randers. Østrup ligger i Albæk Sogn hvor til også hører Vestrup. Albæk sogn var tidl. et selvstændigt Birk, hvor domsområdet lå under Bispegården i Østrup. Bispe-lenet, var fuldstændigt dominerede i Randers-området nord-nordøst for fjorden.
Østrup Len omfattede således: Albæk, Mellerup, Lem og Støvring sogne, samt herregården Sørup, der udgjorde det meste af området mellem Hadsundvej - Lem - Gimming og Dronningborg.
Østrup var dengang ikke en landsby, men var stedet hvor der tidlige lå en bispeborg som hørte under Aarhus Bispesæde. Her boede de skiftende Aarhus bisper, og Svend Udsøn er den tidligste vi kan læse om, der var bosat på borgen i Østrup. Der står nemlig skrevet at:[kilde mangler] Aarhusbispen Sven Udsøn fik helsot og døde på sin borg i Østrup i 1191. 
Han blev kørt fra Østrup til Øm kloster, hvor han blev begravet. Da hans kiste blev åbnet for en del år siden, var hans skelet meget velbevaret. Men man undredes over, at hans hoved lå meget skævt, næsten helt ned mod skulderen, men det skyldtes sikkert den lange køretur fra Østrup til Øm i en stiv vogn, der har skrumplet en hel del på de hullede veje. Bispeborgen, gik som alt andet gejstlig gods ved reformationen i 1536 over til tronen, og bispeborgen blev nu Kongens slot, Christian 3. 
Hans søn Frederik den anden, kaldte det for sit jagtslot. Her boede han altid når han gik på jagt. 